# ENAER
A Empresa Nacional de Aeronáutica de Chile e uma empresa chilena fundada em 16 de março de 1984, dependente da FACh (Fuerza Aérea de Chile). Suas principais atividades são a manutenção de aviões militares e civis, produção de aviões e partes de aviões. É encarregada da fabricação do avião de treinamento biplace a hélice T-35 Pillán, e possui convênios de cooperação com a empresa CASA e Embraer